# Pomnik Obrońców Poczty Gdańskiej w Krakowie
Pomnik Obrońców Poczty Gdańskiej – pomnik znajdujący się w Krakowie, w dzielnicy VIII, przy ulicy Monte Cassino przed budynkiem Zespołu Szkół Łączności, w Dębnikach.
Pomnik Obrońców Poczty Gdańskiej, jest dziełem zaprojektowanym przez Wiktora Zinę.
Pomnik został odsłonięty w 1974 roku.